# Endolimax nana
A Endolimax nana é um protozoário saprófita que não causa danos ao seu hospedeiro. Apesar de fazer parte da família da Entamoeba histolytica, a Endolimax nana raras vezes pode causar diarreia, cólicas e enjoos; e não oferece risco real à vida humana.
A Entamoeba coli e a Endolimax nana são protozoários comensais não patogênicos do intestino humano. São encontrados em praticamente todos os países do mundo, mais frequentemente em regiões tropicais e subtropicais onde a população apresenta baixo nível sócio-econômico e higiênico-sanitário.

## Morfologia
Endolimax nana

- Trofozóito de 10 a 12 ?m é a menor das amebas que vivem no homem;

- Cisto oval de 8?m;

- Membrana celular fina e sem grãos de cromatina;

## Transmissão
Ocorre com a ingestão de cistos maduros, encontrados na água não tratada, em frutas contaminadas mal lavadas e qualquer outro utensílio levado a boca, que esteja contaminado pelo cisto. Há uma outra possibilidade onde insetos serviriam como pontes e levariam as amebas para alimentos e outro.

## Manifestações clínicas
Pelos dados do Comitê de Peritos da OMS, em 1969, estas manifestações são de classificação difícil e arbitrária:
Formas sintomáticas;
- Amebíase intestinal: a) disentérica; b) colites não disentéricas; c) amebomas; d) apendicite amebiana. Complicações e seqüelas da amebíase intestinal: perfurações, peritonite, hemorragia, invaginação, colites pós-disentéricas e estenoses.
- Amebíase extra-intestinal
Amebíase hepática: a) aguda não supurativa; b) abscesso hepático ou necrose coliquativa.
- Amebíase cutânea;
- Amebíase em outros órgãos: pulmão, cérebro, baço, rim e etc.

## Infeção assintomática
Quase 90% dos casos são assintomáticos e a infecção é detectada pelo encontro de cistos no exame de fezes.

## Infeção sintomática
É detectada uma colite disentérica que se manifesta de 2 a 4 evacuações, diarréicas ou não, por dia, com fezes pastosas ou moles, podendo conter sangue ou mucos. Cólicas e desconforto abdominal podem surgir, mas dificilmente febre. Esta infecção é caracterizada por alternância entre períodos silenciosos e manifestação clínica.

## Diagnóstico clínico
Os sintomas são comuns a outros tipos de doenças, portanto é incerto. Na grande maioria dos casos, especialmente na fase aguda, a amebíase pode ser facilmente confundida com disenteria bacilar, salmoneloses, síndrome de cólon irritado e esquistossomose.

## Diagnóstico laboratorial
É mais preciso e tem o objetivo de encontrar cisto e/ou trofozoitos nas fezes, este pode ser a fresco, direto ou indireto. Outros exames como o de soro e exsudatos podem determinar a infecção por E. histolytica.

## Imunológico
Frequentemente é mais usado para o diagnóstico da amebíase extra-intestinal. Os métodos mais usados são: ELISA, imunofluorescência indireta, hemaglutinação indireta, contra-imunoeletrofores. Estes métodos consistem na obtenção de antígenos mais puros, sensíveis.

## Epidemiologia
Cerca de 10% da população mundial infectada por Entamoeba histolytica apresentam formas invasoras do parasito. Entretanto a incidência dos casos de infecção é muito variada, isto devido a inúmeros fatores como: condições socioeconômicas e outras. No Brasil a região amazônica tem o maior índice de casos patogênicos. No entanto, estes não apresentam tamanha gravidade como se verifica no México, e em alguns países de África e Ásia. Entretanto, alguns aspectos são comuns entre os países, no que diz respeito à amebíase:
- A E. histolytica não causa epidemia;
- A contaminação dá-se por ingestão de cistos nos alimentos e água contaminados;
- Maior frequência de casos nos adultos;
- Os cistos permanecem viáveis (ao abrigo da luz solar e em condições de umidade) durante cerca de 20 dias.

## Profilaxia
Está em torno da educação sanitária, onde simples medidas podem pelo menos amenizar a contaminação. Outra forma seria estimular a população para fazer exames preventivos, com fins de identificar os casos assintomáticos e tratá-los, evitando assim a transmissão dos parasitos. Uma vacina tem sido testada, mas os experimentos, ainda feitos em animais, ainda se mostram longe da perfeição.

## Tratamento
São três grupos de medicamentos:

I.      Amebicidas que atuam na luz intestinal, tendo ação direta e por conta(c)to sobre a E.histolytica aderida na luz intestinal. Os medicamentos são: derivados da quinoleína, paramomicina e eritromicina, furoato de diloxamina, cloroibetamida, clorofenoxamida e etofamida;

II.      Amebicidas tissulares atuam na parede intestinal e no fígado; são compostos de cloridato de emetina, cloridrato diidroemetina e cloroquina, sendo esta ultima atuante apenas no fígado;

III.      Amebicidas que atuam tanto na luz intestinal quanto nos tecidos, antibióticos são usados de forma isolada ou na maioria das vezes em combinação com outros amebicidas: tetracíclicas e derivados, clorotetraciclina e oxitetraciclinas; eritromicina, espiramicina e paramomicina.